# Ziziphus horrida
Ziziphus horrida är en brakvedsväxtart som beskrevs av Albrecht Wilhelm Roth. Ziziphus horrida ingår i släktet Ziziphus och familjen brakvedsväxter. Inga underarter finns listade i Catalogue of Life.